# AKI
AKI (japonés:"あき") es una cantante japonesa conocida por haber pertenecido a I've Sound desde 1999 hasta mediados del 2001. Hoy en día es una de las antiguas vocalistas de la banda más recordadas.

## Biografía

### Inicios y apogeo
AKI nació en Sapporo el día 11 de agosto en Sapporo, prefectura de Hokkaido, aunque al igual que con muchas de las cantantes de I've, se desconoce el año de su nacimiento. 
En 1999 la cantante comienza a codearse con Kazuya Takase y Tomoyuki Nakazawa, los iniciadores de I've Sound, quienes la introducen en la subcultura de la música para eroge. En verano de ese año, AKI entra a formar parte de I've Sound como miembro permanente de la banda junto con las siguientes cantantes: Eiko Shimamiya, MELL, MIKI, AYANA y R.I.E.. 
Su debut formal como cantante de esta banda tuvo lugar con la canción; "Soyokaze no yukue", que fue utilizada como tema de apertura de X-Change 2, la segunda parte de una conocida franquicia de videojuegos para adultos. A partir de ese momento, AKI recibió varias peticiones para cantar canciones para dicho tipo de videojuegos. El día 29 de diciembre de 1999 apareció Regret, el primer recopilatorio de I've Sound, en el cual la propia AKI sería la cantante que más intervenciones tenía, pues en total en dicho disco había cuatro canciones suyas.
Desde su debut, en un pequeño espacio de tiempo, AKI conoció un gran auge durante su carrera como vocalista de I've Sound, pues se convirtió en la cantante más aclamada y la que más peticiones recibía para interpretar canciones para eroges. Durante el año 2000, la vocalista siguió interpretando muchas canciones para la banda que luego serían incluidas en los videojuegos antes mencionados. La primera canción que grabó durante ese año fue Grow me, compuesta en febrero de ese mismo año e incluida como ópening de LINARI.
En total la cantante grabó cinco canciones durante ese año, todas incluidas en Verge, el segundo recopilatorio de la banda (publicado el 17 de julio), en el que de nuevo, ella era una de las cantantes que más intervenciones tenía.

### Declive y abandono
A pesar de sus inicios meteóricos, la arrolladora llegada de KOTOKO a la banda en diciembre del año 2000, le supuso a AKI, la aparición de una "feroz" competidora dentro de I've Sound, pues desde su llegada también recibió varias peticiones para cantar en videojuegos para adultos, de hecho, AKI comenzó a ser eclipsada por la nueva vocalista, a pesar de lo cual siguió grabando muchas canciones en el seno del grupo.
La admiración que despertaban tanto AKI como KOTOKO fue lo que llevó a los productores de I've a producir un EP de siete canciones para ellas dos. Dicha publicación tendría lugar con motivo del Comiket o feria anual del cómic de Tokio. El nombre definitivo de aquel miniálbum fue "Dear feeling", en el que había una canción cantada por AKI, otra por KOTOKO, dos canciones a dúo y dos versiones instrumentales de las canciones que cantaban a dúo.
En el 2001, AKI empezó a ser cada vez más eclipsada por su competidora, de hecho, aquel año no solo no grabó canciones en solitario, sino que las que grabó fueron todas cantadas a dúo con KOTOKO, lo que hizo que la vocalista se replanteara su carrera. De hecho, en agosto de aquel año, AKI probablemente decidió abandonar la banda, dejando un hueco tan grande en I've Sound, que los mismos productores reconocieron varios años después que la misteriosa ida de AKI fue una pérdida irreparable.

### Legado en I've Sound
AKI es hoy en día, una de las antiguas cantantes de I’ve Sound más recordadas. Las razones de esta nostalgia por la cantante no se deben solo a su habilidad y versatilidad vocales, sino también a sus canciones, muy recordadas por los fanes del grupo hasta hoy. 
En el año 2008, a modo de homenaje a las antiguas vocalistas de la banda, se publicó The front line covers, un álbum con versiones de canciones antiguas, entre las cuales figuran cuatro temas cantados originalmente por AKI. Este hecho fue visto como un modo de mantener viva la presencia de la cantante en la banda.
En lo referente a su misterioso abandono de la banda hacia mediados del 2001, sigue habiendo muchas dudas acerca de cuales pudieron ser los motivos que llevaron a la vocalista a salir de I've, aunque ello no ha impedido que AKI sea vista como la intérprete más representativa de los primeros años de I've Sound. Se rumorea que la marcha de AKI pudo haber sido la causa de la entrada de Kaori Utatsuki un año después, ya que muchas de las canciones que AKI dejó grabadas a dúo con KOTOKO, fueron regrabadas con ella.

## Canciones

### En solitario
- Soyokaze no Yukue (そよ風の行方) (27/8/1999) Incluido en Regret.
- Sweet koishikute (Sweet 〜恋しくて〜) (10/9/1999) Incluido en Regret.
- One small day (10/9/1999) Incluido en Regret.
- Atarashii koi no katachi (新しい恋のかたち) (5/11/1999) Incluido en Regret.
- Grow me (18/2/2000) Incluido en Verge.
- Two face (24/3/2000) Incluido en Verge.
- RIDE (21/4/2000) Incluido en Verge.
- Take on your will (21/4/2000) Incluido en Verge.
- Over (14/7/2000) Incluido en Dear feeling.
- Pure heart sekai de ichiban no anata (Pure Heart 〜世界で一番アナタが好き〜) (18/7/2000) Incluido en Verge.
- Color of happiness (24/11/2000)

### KOTOKO to AKI
- Prime prototype (29/12/2000)
- Sora yori chikai yume (空より近い夢) (Second track) (29/12/2000)
- Ren-ai chu! (恋愛CHU!) (23/3/2001)
- Save your heart (25/5/2001)
- Natsukusa no senro (夏草の線路) (15/6/2001)
- Ren ai chu!, para mix (31/8/2001)

### Twinkle (KOTOKO, AKI y RIMIKKA)
- You're my treasure (22/6/2001)

### KOTOKO, MELL, AKI, Naraku y YOKKOQ
- Sora yori chikai yume (Q-Mix) (29/12/2000)